# Hacılar
Hacılar là một huyện thuộc tỉnh Kayseri, Thổ Nhĩ Kỳ. Huyện có diện tích 194 km² và dân số thời điểm năm 2007 là 11905 người, mật độ 61 người/km².